# İhsaniye, Aksu
İhsaniye là một xã thuộc huyện Aksu, tỉnh Antalya, Thổ Nhĩ Kỳ. Dân số thời điểm năm 2011 là 321 người.